# Préparation militaire supérieure

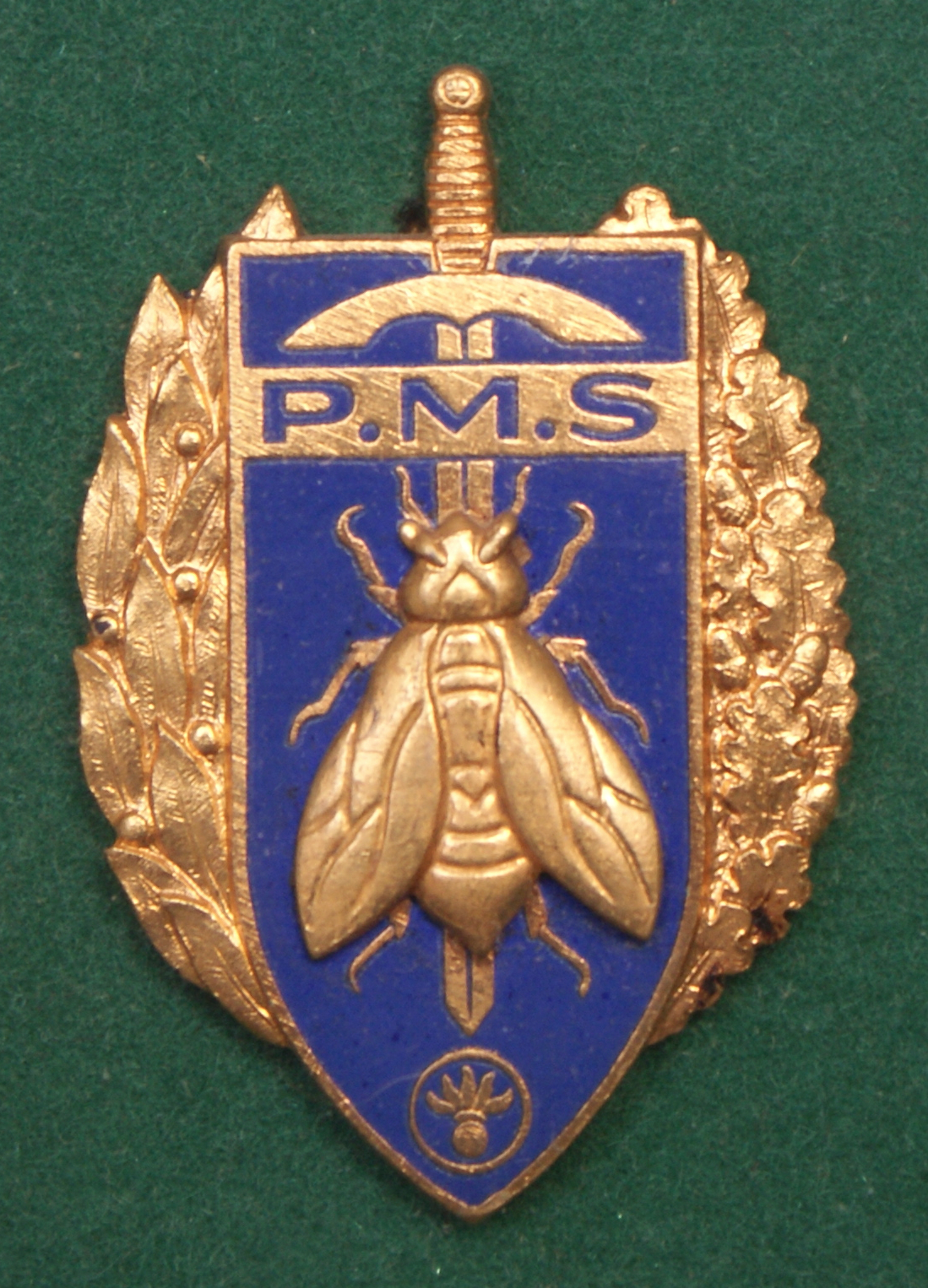
Insigne de la Préparation militaire supérieure.

Les préparations militaires supérieures (PMS) sont, en France, des préparations militaires destinées aux jeunes gens ayant obtenu au moins le baccalauréat ou un brevet de préparation militaire et aspirant à occuper des fonctions d'officier. 
Elles existent dans les trois armées et dans la gendarmerie. Elles sont notamment une étape de formation obligatoire pour les candidats officiers réservistes et les élèves en classe préparatoire des lycées de la Défense. De nos jours, elles sont également fortement conseillées en vue d'intégrer les forces armées via les concours sur titres ou le recrutement sous contrat. 

## Historique
Créé en 1923, au temps du service national, le brevet de préparation militaire supérieure permettait à l'appelé d'exercer des responsabilités d'officier subalterne durant son service national, puis à être versé dans la réserve opérationnelle. 
Le brevet de PMS ouvrait en effet directement la voie aux écoles de formation d'officiers de réserve, lesquelles comportaient à nouveau un parcours sélectif.
Les autres préparations militaires (non supérieures) permettaient de choisir une arme (Terre, Marine, Air) et d'accéder à des fonctions de sous-officier, de gradés parmi les militaires du rang ou de spécialistes. En dépit de leur sélectivité et d'un taux non négligeable d'échecs ou d'abandons en cours, les appelés suivant ces préparations militaires, pouvaient représenter jusqu'à 10 % du contingent.
Toutes les préparations militaires permettaient aux brevetés de choisir une date d'incorporation, évitant ainsi de subir la programmation des appels sous les drapeaux. Elles permettaient également de bénéficier de reports d'incorporation supplémentaires pour études.
La PMS était ouverte soit sur titre aux bacheliers (titre minimum), soit aux titulaires de l'un des brevets de préparation militaire dits élémentaires (PME), avec mention « très bien » (« préparation militaire parachutiste », par exemple, ou « préparation militaire air », « préparation militaire terre », « préparation militaire marine » ou encore, « gendarmerie » (cette dernière n'existait pas du temps de la conscription ; elle est apparue[Quand ?] avec la réorganisation des préparations militaires).
La PMS comportait un tronc commun de formation militaire élémentaire d'une semaine bloquée ou de six samedis, à l'issue de laquelle les candidats conservés pouvaient opter pour l'une des armes : Terre, Air ou Mer. Le stage final durait alors trois semaines, aux termes desquelles étaient remis les brevets de préparation militaire supérieure.
En 1996, environ 2 500 brevets de PMS sont remis (dont 1 400 brevets de PMS Terre, 950 brevets de PMS Air et 125 brevets de PMS Marine), pour environ 17 500 brevets de préparations militaires non supérieures, cette même année 1996.

## Air
Avant 2002, les stages de préparation militaire supérieure de l'Armée de l'air s'effectuaient à la base aérienne 105 Évreux-Fauville, près d'Évreux.

## Marine
Une préparation militaire supérieure d'état-major Marine a été créée en 2001 et baptisée d'Estienne d'Orves. Le site d'accueil est le CC MILLE à Houilles.
La formation se déroule sur année scolaire à raison de 12 samedis et 3 périodes bloquées en semaine.

## Terre
L'armée de terre propose chaque année plusieurs sessions de préparation militaire supérieure, soit aux écoles de Saint-Cyr-Coëtquidan, soit à l'école nationale des sous-officiers d'active de Saint-Maixent, soit dans un certain nombre de régiments. 
Depuis septembre 2017, un BTS en cyberdéfense est proposé par le lycée militaire de Saint-Cyr. Dans le cadre de leur cursus, les élèves suivent une PMS,,.

## Brevetés célèbres
- Pierre Brossolette, futur capitaine de l'armée de terre, puis commandant des Forces françaises libres
- Romain Gary, futur capitaine de l'armée de l'air
- Philippe de Gaulle, futur amiral de la marine nationale
- Maurice Couve de Murville